# Mulliner Book
Le Mulliner Book (British Library Add. Ms. 30153) est un recueil manuscrit de pièces pour clavier de provenance anglaise, datant sans doute des années 1560 et réalisé par l'organiste Thomas Mulliner. Il était modulator organorum en 1563 à Christ Church d'Oxford. Ce petit volume résulte de ses années d’études à Londres avec John Heywood, connu non seulement comme poète et auteur dramatique, mais aussi comme interprète d’instruments à clavier. Ensuite, Mulliner semble avoir été maître de chapelle à l'école Saint-Paul, mais cette affirmation n'est pas encore vérifiée.
La provenance de ce manuscrit est inconnue avant son apparition dans la bibliothèque de John Stafford Smith, en 1776. Après avoir passé par les mains d'Edward Francis Rimbault, c'est William Hayman Cummings qui en fait don au British Museum en 1877, où le manuscrit est conservé, sous la cote de la British Library Add. Ms. 30153.

## Détails

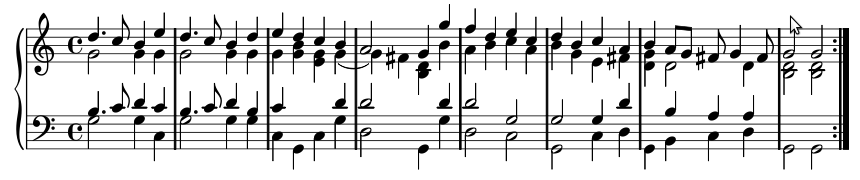
La Bounette, premières mesures de la pièce n° 13.

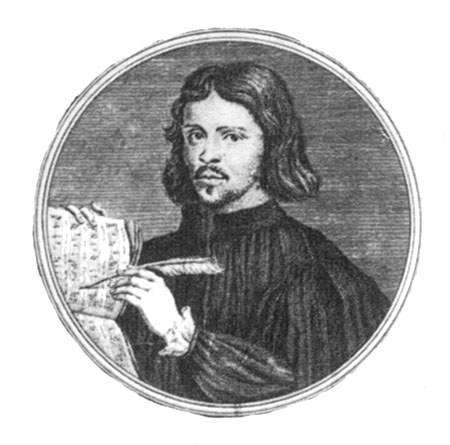
Thomas Tallis

Le contenu du recueil composé de 121 pièces, est extrêmement varié. Il inclut pour moitié des musiques liturgiques catholiques vocales, adaptées pour orgue. John Redford, organiste et aumônier de la Cathédrale Saint-Paul jusque vers 1530, est le plus représenté, avec 35 pièces. Vient ensuite, Thomas Tallis avec 18 pièces : il s'agit de la source principale des œuvres pour clavier du compositeur. William Blitheman est représenté par 15 pièces, Christopher Tye 2 pièces et John Taverner, avec seulement une pièce. Un musicien comme Richard Alwood (ou Alwoode dans d'autres sources) qui apparaît cinq fois, est totalement inconnu, on sait seulement qu'il était prêtre. Restent 19 pièces non attribuées. 
Mulliner copia en outre de la musique conçue pour l’étude du contrepoint et de l’harmonie, notamment les six points qui sont de minuscules morceaux, comprennent des points d’imitation passant d’une voix à l’autre. Ils ont peut-être été conçus pour l'intonation car ils permettent d'établir la tonalité, avant un morceau vocal ; ou bien peut-être ont-ils été notés pour l'instruction d'un élève en composition et contrepoint, sous la forme d'un court exemple.

## Contenu
Tableau organisé par trois ordres : compositeur, titre, no  du manuscrit.
| auteur                                 | titre                                                          | no du Ms.     |
| -------------------------------------- | -------------------------------------------------------------- | ------------- |
| Thomas Mulliner                        | The hier that the Ceder tree                                   | 1 (Appendice) |
| Thomas Mulliner                        | Queene of scottes gallyard to the sitherne                     |               |
| Richard Allwood                        | Claro paschali gaudio                                          | 18            |
| Richard Allwood                        | Claro paschali gaudio                                          | 21            |
| Richard Allwood                        | In Nomine                                                      |               |
| Richard Allwood                        | [sans titre]                                                   | 42            |
| Richard Allwood                        | Voluntary (Voluntarye)                                         |               |
| anonyme                                | As I deserve                                                   | 118           |
| anonyme                                | The Bitter sweet                                               | 114           |
| anonyme                                | Galliard                                                       |               |
| anonyme (Richard Allwood ?)            | I smile to see how you devise (I smyle to see howe yow devyse) |               |
| anonyme (F.T. ou J.T.?)                | La brunette (La bounette)                                      | 13            |
| anonyme (F.T. ou J.T.?)                | La chemise (La shy myze)                                       | 15            |
| anonyme (F.T. ou J.T.?)                | La demoiselle (La doune cella)                                 | 14            |
| anonyme                                | Like as the chained wight                                      |               |
| anonyme                                | The Maiden’s Song                                              |               |
| anonyme                                | My friends                                                     | 70            |
| anonyme                                | Of wise heads                                                  |               |
| anonyme                                | O Lord turn not away                                           |               |
| anonyme                                | O ye happy dames                                               |               |
| anonyme                                | Rejoice in the Lord always                                     |               |
| anonyme                                | Since thou art false to me                                     |               |
| anonyme                                | [sans titre]                                                   | 12            |
| Robert Parsons                         | Enforced by love and fear                                      | 16            |
| anonyme (Richard Alwood ?)             | When Cressid went from Troy (When Cressyde went from Troye)    |               |
| anonyme                                | Whose faithful service (Whose faythefull service)              |               |
| anonyme (Richard Alwood ?)             | The Wretched wandering Prince of Troye                         |               |
| John Blitheman                         | Christe qui lux es et dies                                     |               |
| John Blitheman (attr.)                 | Christe redemptor omnium                                       |               |
| John Blitheman                         | Eterne rerum conditor (I)                                      |               |
| John Blitheman                         | Eterne rerum conditor (II)                                     |               |
| John Blitheman                         | Eterne rerum conditor (III)                                    |               |
| John Blitheman                         | Eterne rerum conditor (IV)                                     |               |
| John Blitheman                         | Excellent Meane                                                |               |
| John Blitheman                         | Felix Namque                                                   |               |
| John Blitheman                         | Gloria tibi Trinitas (I)                                       | 91            |
| John Blitheman                         | Gloria tibi Trinitas (II)                                      | 92            |
| John Blitheman                         | Gloria tibi Trinitas (III)                                     | 93            |
| John Blitheman                         | Gloria tibi Trinitas (IV)                                      | 94            |
| John Blitheman                         | Gloria tibi Trinitas (V)                                       | 95            |
| John Blitheman                         | Gloria tibi Trinitas (VI)                                      | 96            |
| John Blitheman                         | Te Deum                                                        |               |
| John Blitheman                         | [sans titre]                                                   | 27            |
| Nicholas Carlton                       | Audi benigne conditor                                          |               |
| Nicholas Carleton                      | Gloria tibi Trinitas                                           |               |
| Richard Edwards                        | In going to my naked bed (In goinge to my naked bedde)         | 79v           |
| Richard Edwards                        | O the silly man (O the syllye man)                             |               |
| Richard Edwards (attr.)                | When griping griefs                                            |               |
| Richard Farrant                        | Felix Namque                                                   |               |
| Richard Farrant                        | Voluntary                                                      |               |
| John Heath                             | Christe, qui lux es et dies                                    |               |
| Robert Johnson                         | Benedicam Domino                                               | 84            |
| Robert Johnson                         | Defiled is my name                                             | 80            |
| Robert Johnson                         | In nomine                                                      | 45            |
| William Mundy (vers 1528 – avant 1591) | Tres partes in una                                             |               |
| William Mundy                          | Exturge Christe                                                |               |
| Newman                                 | Fancy (Fansye)                                                 | 10            |
| Newman                                 | Pavan                                                          |               |
| John Redford (novembre 1547)           | Aurora lucis withe a meane                                     |               |
| John Redford                           | Christe qui lux es et dies                                     | 31            |
| John Redford                           | Christe qui lux es et dies                                     | 40            |
| John Redford                           | Eterne rerum conditor                                          |               |
| John Redford                           | Eterne rex altissime                                           |               |
| John Redford (attr.)                   | Ex more docti mistico                                          |               |
| John Redford                           | Exultet celum laudibus                                         | 30            |
| John Redford (attr.)                   | Exultet celum laudibus                                         | 6             |
| John Redford                           | Glorificamus te dei genitrix                                   |               |
| John Redford                           | Iam lucis orto sidere                                          | 86            |
| John Redford                           | Iste confessor withe a meane                                   | 48            |
| John Redford                           | Iste confessor withe a meane                                   | 63            |
| John Redford                           | Lucem tuam                                                     | 37            |
| John Redford                           | Lucem tuam                                                     | 39            |
| John Redford                           | Meane                                                          |               |
| John Redford (attr.)                   | Miserere mihi Domine                                           | 7             |
| John Redford (attr.)                   | Miserere mihi Domine                                           | 8             |
| John Redford                           | Miserere mihi Domine                                           | 53            |
| John Redford                           | O lux beata Trinitas                                           | 28            |
| John Redford                           | O lux beata Trinitas                                           | 29            |
| John Redford (attr.)                   | Point                                                          | 64            |
| John Redford (attr.)                   | Point                                                          | 65            |
| John Redford (attr.)                   | Point                                                          | 68            |
| John Redford (attr.)                   | Point                                                          | 69            |
| John Redford                           | Salvator mundi Domine                                          | 36            |
| John Redford                           | Salvator mundi Domine                                          | 72            |
| John Redford                           | Salvum fac                                                     |               |
| John Redford (attr.)                   | Sermonde blando angelus (Sermone blando)                       |               |
| John Redford                           | Te lucis ante terminum                                         |               |
| John Redford                           | Te per orbem terrarum                                          |               |
| John Redford                           | Tibi omnes                                                     |               |
| John Redford (attr.)                   | Tu ad liberandum                                               |               |
| John Redford (attr.)                   | [sans titre]                                                   | 58            |
| John Redford                           | Veni redemptor gentium                                         |               |
| John Redford                           | Verbum supernum prodiens                                       |               |
| William Shelbye ou Shelby (? – 1570)   | Felix Namque                                                   |               |
| William Shelbye                        | Miserere mihi Domine                                           |               |
| John Shepherd                          | I give you a new commandment                                   | 44            |
| John Shepherd (attr.)                  | The Man is blest                                               | 82            |
| John Shepherd (attr.)                  | O happy dames                                                  | 111           |
| John Shepherd                          | Point                                                          |               |
| John Shepherd                          | Quia fecit mihi magna                                          | 24            |
| John Shepherd                          | Versus (I)                                                     |               |
| John Shepherd                          | Versus (II)                                                    |               |
| John Shepherd                          | Versus (III)                                                   |               |
| John Stafford Smith                    | [sans titre]                                                   | 2 (Appendice) |
| Thomas Tallis                          | Clarifica me pater I                                           | 99            |
| Thomas Tallis                          | Clarifica me pater II                                          | 101           |
| Thomas Tallis                          | Clarifica me pater III                                         | 104           |
| Thomas Tallis                          | Ecce tempus idoneum (i)                                        | 100           |
| Thomas Tallis (attr.)                  | Ecce tempus idoneum (ii)                                       | 105           |
| Thomas Tallis                          | Ex more docti mistico                                          | 98            |
| Thomas Tallis                          | Fond youth is a bubble                                         | 25            |
| Thomas Tallis                          | Iam lucis orto sidere                                          | 86            |
| Thomas Tallis                          | Iste confessor                                                 | 106           |
| Thomas Tallis                          | Like as the doleful dove                                       | 115           |
| Thomas Tallis                          | Natus est nobis                                                | 9             |
| Thomas Tallis                          | O ye tender babes                                              | 83            |
| Thomas Tallis                          | Per hæc nos                                                    | 119           |
| Thomas Tallis                          | A Point                                                        | 103           |
| Thomas Tallis                          | Remember not, O Lord (anthem)                                  | 43            |
| Thomas Tallis                          | Veni redemptor gentium                                         | 97            |
| Thomas Tallis                          | Veni redemptor gentium                                         | 102           |
| Thomas Tallis (attr.)                  | When shall my sorrowful sighing slack                          | 85            |
| John Taverner                          | In nomine                                                      | 35            |
| Christopher Tye                        | I lift my heart                                                |               |
| Christopher Tye                        | Praise ye the Lord, ye children                                | 68-69         |
| Christopher Tye (attr.)                | When that the fifty day                                        | 112           |
| Robert White                           | In nomine                                                      | 87            |

### Éditions
- Édition de John Caldwell, Stainer & Bell, Musica Britannica I, Londres 2011,  XLVI+266 pages,  (ISBN 978-0-85249-915-3).
- Ancienne édition de Denis Stevens (1922-2004), Stainer & Bell, Musica Britannica I, Londres 1951, rev. 1954, 2e éd. 1973  (ISBN 0 85249 401 7).

### Discographie
- Early English Organ Music, Vol. 1 & 2, Joseph Payne, orgue (Naxos 8.850 718 & 8.550 719)
- Frescobaldi : When they had Pedals, Vol. 1 - The Pleyel, Paul Wolfe, clavecin (Lyrichord LEMS8033) Quelques pièces insérées dans un récital Frescobaldi.